# Peter D. T. A. Elliott
Peter D. T. A. Elliott (1941) é um matemático britânico, que trabalha com teoria analítica dos números e teoria probabilística dos números. É professor da Universidade do Colorado em Boulder.
Elliott obteve um doutorado em 1969 na Universidade de Cambridge, orientado por Hans Heilbronn (e Harold Davenport), com a tese Some Problems in Analytic Number Theory. Desde 1971 leciona na Universidade do Colorado em Boulder.

## Obras
- Probabilistic Number Theory, Parte 1 (Mean Value Theorems), 1979, Parte 2 (Central Limit Theorems), 1980, Grundlehren der mathematischen Wissenschaften, Volume 239/240, Springer
- Arithmetic functions and integer products, Grundlehren der mathematischen Wissenschaften 272, Springer 1985
- Duality in Analytic Number Theory, Cambridge University Press 1997